# Nenngröße Z0
Die Nenngröße Z0 (Z0 = Zwischen-Null) bezeichnet eine Baugröße in der Modelleisenbahn im Maßstab 1:60 und einer Spurweite von 24 mm. Z0 erlebte ihre Blütezeit Ende der 1940er bis Anfang der 1950er Jahre, als Unternehmen wie BECO (Bergmann & Co.), MALO (Werner Mahlow), und Kirchner eine Vielzahl entsprechender Modelle anboten. In der DDR war diese Nenngröße Bestandteil der NORMAT (Normung und Material).

## Geschichte
Ernsthafte Bedeutung erlangte Z0 ab dem Jahr 1949, als die Hersteller BECO, MALO, Butz und Kirchner begannen, eine Reihe von Modellen von Lokomotiven und Waggons auf den Markt zu bringen. Besonders in Berlin erfreute sich die Größe großer Beliebtheit und wurde daher auch als „Berliner Spur“ bezeichnet. In der DDR wurde sie ab 1951 in den Normen NORMAT (Normung und Material) geregelt und im folgenden Jahr von der DDR-Zeitschrift „Die Modelleisenbahn“ als Maßstab der Zukunft für den Vereinseinsatz proklamiert.
In Westeuropa war die Begeisterung allerdings nicht so groß. In der Vergangenheit war der Maßstab 0 (1:45) vorherrschend, dieser war jedoch für viele Privatpersonen zu groß, und es wurden eine Reihe kleinerer Größen entwickelt, darunter Z0. Das Ergebnis war jedoch, dass die Modellbahner um 1950 nach und nach zwischen 10 und 12 verschiedenen Größen wählen konnten, was etwas zu viel des Guten war. Bei Z0 kam noch das Problem hinzu, dass es dem Maßstab S (1:64) sehr ähnlich war. Beide fungierten als Zwischenprodukt zwischen den damals gängigsten Größen, dem Maßstab 0 und dem Maßstab H0 (1:87). Die Fahreigenschaften waren durch das höhere Gewicht zwar besser als bei H0, andererseits waren die Abmessungen aber zu groß, um einen Schienenkreis auf einem Esstisch zu bauen. 1951 machte sich jedoch der westdeutsche Verein deutscher Modelleisenbahnclubs wie seine ostdeutschen Kollegen daran, Normen für Modelleisenbahnen herauszugeben, um die Verwirrung aufzuklären. Im Gegensatz zu DDR hat man sich hier dafür entschieden, Z0 zu streichen und stattdessen sogar den Hersteller MALO auf den Maßstab S umzustellen.
Ab 1953 begann Z0 generell vom Markt zu verschwinden. 1954 begann jedoch die westdeutsche SIKU mit der Produktion detaillierter Kunststoffmodellautos im Maßstab 1:60. In den ersten Jahren wurden auch Zubehörteile wie Bäume, Figuren und Gebäude hergestellt, von 1955 bis 1969 auch nicht maßstabsgetreue Modellstraßenbahnen. 1975 stellte SIKU auf den Maßstab 1:55 um.